# Abutilon bidentatum
Abutilon bidentatum är en malvaväxtart som beskrevs av Ferdinand von Hochstetter och Achille Richard. Abutilon bidentatum ingår i släktet klockmalvor, och familjen malvaväxter. Utöver nominatformen finns också underarten A. b. major.